# V jeho rukou
V jeho rukou je francouzsko-belgický hraný film z roku 2005, který režírovala Anne Fontaine jako adaptaci románu Les Kangourous od Dominique Barbéris. Snímek měl světovou premiéru na mezinárodním filmovém festivalu v Torontu dne 11. září 2005.

## Děj
V Lille pracuje třicetiletá Claire v pojišťovnictví. Kvůli pojistné události ji kontaktuje veterinář Laurent Kessler. Z tohoto setkání se zrodí nejednoznačný vztah. Claire je vdaná a má malou dceru Pauline. Laurent je neúnavný svůdce, který trvá na tom, aby se s Claire vídal co nejčastěji. Někdy veselý, někdy depresivní, Laurent zanechává na Claire silný dojem. Ovšem v aglomeraci Lille se potuluje sériový vrah. Tento vrah útočí výhradně na ženy a zabíjí je podřezáváním hrdla skalpelem a Claire se zmocňují pochybnosti o Laurentově skutečné identitě.

## Obsazení
| Benoît Poelvoorde            | Laurent Kessler                |
| Isabelle Carré               | Claire Gauthier                |
| Jonathan Zaccaï              | Fabrice Gauthier               |
| Valérie Donzelli             | Valérie                        |
| Bernard Bloch                | ředitel pojišťovny             |
| Véronique Nordey             | paní Kessler, Laurentova matka |
| Michel Dubois                | otec Claire                    |
| Martine Chevallier           | matka Claire                   |
| Jean-Chrétien Sibertin-Blanc | kolega v kanceláři             |
| Patrick Brasseur             | pan Gauthier, Fabriceho otec   |